# Amauromyza verbasci
Amauromyza verbasci är en tvåvingeart som först beskrevs av Bouche 1847.  Amauromyza verbasci ingår i släktet Amauromyza och familjen minerarflugor.
Artens utbredningsområde är Tyskland. Arten är reproducerande i Sverige. Inga underarter finns listade i Catalogue of Life.